# World Trade Center Asunción
El World Trade Center (en español: Centro de Comercio Mundial) de Asunción es un complejo empresarial inaugurado oficialmente el 15 de diciembre de 2015, ubicado en una de las principales avenidas de la ciudad de Asunción, capital de Paraguay.
En este proyecto se invirtieron alrededor de 75 millones de dólares en cuatro torres corporativas. Las cuatro torres se encuentran en la zona de mayor auge constructivo de la ciudad. La decisión inmobiliaria fue aprobada por la municipalidad de Asunción, y por los representantes de Capitalis, la firma desarrolladora.

## Construcción
Para la construcción de las cuatro torres de 20 pisos se previó emplear a 2000 personas en forma directa e indirecta. La construcción tardó alrededor de 4 años.
La palada inicial se llevó a cabo el 28 de noviembre de 2011, tras un acto protocolar en donde asistieron autoridades gubernamentales y directivos de la constructora. Según datos de la desarrolladora, el 50% de las torres ya se encontraban vendidas incluso antes de su inicio. Fue inaugurada en la noche del 15 de diciembre de 2015.

## Edificio

### Ubicación
La obra se encuentra localizada en la ciudad de Asunción, a poca distancia del aeropuerto Internacional Silvio Pettirossi. Este nuevo distrito Corporativo es denominado Asunción Business Center (Centro de Negocios de Asunción). El complejo se sitúa a la entrada de Asunción, sobre la Avenida Aviadores del Chaco, cercano a Hoteles de firmas Internacionales, Centros Comerciales y un gran área residencial.

### Dimensiones
El área construida es de 80.000 m² y se distribuye en cuatro torres que alojarán oficinas; las torres 1 y 2 contaran con 20 pisos en total uso de oficinas, los edificios 3 y 4 contaran también con 20 pisos, los primeros 6 pisos corresponderán a estacionamientos con capacidad para albergar a 1000 vehículos y los demás 14 pisos para uso de oficinas.

### Funcionamiento
A partir de febrero de 2016 empezaron a operar las empresas instaladas en el WTC. De los 80.000 m², 50.000 m² son de oficinas, retail y servicios, y otros 30 000 m² están destinados a estacionamientos para más de 1.000 vehículos.
Este complejo incorpora, además, el concepto LEED (Liderazgo en Diseño Energético y Ambiental). Es decir, la certificación de edificios que protegen el medio ambiente.